# Вітерадув
Вітерадув (пол. Witeradów) — село в Польщі, у гміні Олькуш Олькуського повіту Малопольського воєводства.
Населення — 965 осіб (2011).
У 1975-1998 роках село належало до Катовицького воєводства.

## Демографія
Демографічна структура станом на 31 березня 2011 року:
|          | Загалом | Допрацездатний вік | Працездатний вік | Постпрацездатний вік |
| -------- | ------- | ------------------ | ---------------- | -------------------- |
| Чоловіки | 459     | 80                 | 327              | 52                   |
| Жінки    | 506     | 90                 | 296              | 120                  |
| Разом    | 965     | 170                | 623              | 172                  |